# Сикокус (Њу Џерзи)
Сикокус (енгл. Secaucus) град је у америчкој савезној држави Њу Џерзи. По попису становништва из 2010. у њему је живело 16.264 становника.

## Демографија
Према попису становништва из 2010. у граду је живело 16.264 становника, што је 333 (2,1%) становника више него 2000. године.
|                   | 2010.           | 2000.           |
| Укупно            | 16 264 (100,0%) | 15 931 (100,0%) |
| Белци             | 9 091 (55,90%)  | 11 172 (70,13%) |
| Азијати           | 3 318 (20,40%)  | 1 880 (11,80%)  |
| Хиспаноамериканци | 3 025 (18,60%)  | 1 953 (12,26%)  |
| Остали            | 762 (4,685%)    | 217 (1,362%)    |
| Афроамериканци    | 68 (0,418%)     | 709 (4,450%)    |